# Solabegron
{{Drugbox-lat
| Watchedfields =
| verifiedrevid = 443452701
| IUPAC_name = 3'-[(2-{[(2R)-2-(3-hlorofenil)-2-hidroksietil]amino}etil)amino]bifenil-3-karboksilna kiselina
| image = Solabegron-2d-skeletal.png
| width =
| image2 =
| width2 =
| tradename =
| pregnancy_AU = 
| pregnancy_US = 
| pregnancy_category =
| legal_AU = 
| legal_CA = 
| legal_UK = 
| legal_US = 
| legal_status =
| routes_of_administration =
| bioavailability =
| protein_bound =
| metabolism =
| elimination_half-life =
| excretion =
| CAS_number_Ref =  
| CAS_number = 451470-34-1
| ATC_prefix = none
| ATC_suffix =
| PubChem = 6433123
| IUPHAR_ligand =
| ChEMBL_Ref =
| ChEMBL =
| DrugBank_Ref =  
| DrugBank =
| UNII_Ref =  
| UNII = 55P6YH9O6N
| KEGG_Ref =  
| KEGG = D05879
| C=23 | H=23 | Cl=1 | N=2 | O=3
| molecular_weight = 410,892 g/mol
| smiles = OC(=O)c(c2)cccc2-c1cc(ccc1)NCCNCC(O)c3cccc(Cl)c3
| StdInChI_Ref =  
| StdInChI =
| StdInChIKey_Ref =  
| StdInChIKey =
| synonyms = 3-(3-(2-[(2-(3-hlorofenil)-2-hidroksietil)amino]etilamino)fenil)benzojeva kiselina
}}
Solabegron (GW-427,353) je lek koji deluje kao selektivni agonist za β3 adrenergički receptor. On je u razvoju za tretman preaktivne bešike i sindroma iritabilnih creva. Pokazano je da proizvodi unutrašnju analgeziju putem oslobađanja somatostatina iz adipocita.
Solabegron je otkrio GlaksoSmitKlajn i otkupila kompanija AltheRx marta 2011. Solabegron relaksira glatke mišiće bešike putem stimulacije beta-3 adrenoceptora. To je nov mehanizam u poređenju sa trenutno dostupnim tretmanima.

## Literatura
- K.H. Donaldson, B.G. Shearer, D.E. Uehling, U.S. Patent 6,251,925 (2001).